# مايكل ديلورنزو
مايكل ديلورنزو (بالإنجليزية: Michael DeLorenzo)‏ هو ممثل أمريكي، ولد في 31 أكتوبر 1959 بذا برونكس في الولايات المتحدة.

## أعمال

### أفلام
- (1980) الشهرة[4][5]
- (1988) بلاتون ليدر
- (1992) القليل من الرجال الفاضلين[6][7]

## وصلات خارجية
- مايكل ديلورنزو على موقع IMDb (الإنجليزية)
- مايكل ديلورنزو على موقع ألو سيني (الفرنسية)
- مايكل ديلورنزو على موقع قاعدة بيانات الأفلام السويدية (السويدية)
- مايكل ديلورنزو على موقع قاعدة بيانات الأفلام السويدية (السويدية)
- مايكل ديلورنزو على موقع إن إن دي بي (الإنجليزية)
- مايكل ديلورنزو على موقع قاعدة بيانات الفيلم (الإنجليزية)
- مايكل ديلورنزو على موقع كينوبويسك (الروسية)